# Calvary Cemetery
Il Calvary Cemetery è un cimitero cattolico situato nella comunità di East Los Angeles, California. È anche chiamato "New Calvary Cemetery" perché è succeduto all'originale Calvary Cemetery (a nord di Broadway), su cui è stata costruita la Cathedral High School.

## Storia

### Old Calvary
Quando Los Angeles fu originariamente esplorata e mappata sotto la guida del generale Edward Ord nel 1849, il cimitero insisteva all'estremità superiore di Eternity Street. All'estremità inferiore c'era la prima chiesa di Los Angeles, la Placita. Nel mezzo c'era una parte della città fiancheggiata da alberi di agrumi e querce costiere adatte alle tradizionali processioni funebri.
Tutti i magnati importanti del paese intorno a Los Angeles furono sepolti al Calvary, come il generale Andrés Pico, l'eroe della battaglia di San Pascual, e Don Abel Stearns. Il burrone che degrada da ovest ha preso il suo nome; si chiamava "Cemetery Ravine" (ora Chavez Ravine, sede del Dodger Stadium). Più tardi, un cimitero protestante per Los Angeles fu allestito in cima a Fort Hill, dove ora si trovano la Grand Arts High School e la Cattedrale di Nostra Signora degli Angeli.
Mentre Los Angeles si gonfiava di coloni, così anche il vecchio cimitero del Calvario cresceva in dimensioni e importanza, e fu costruita una cappella. Grande in scala per il deserto sud-occidentale della California meridionale, quella cappella era dedicata alla memoria di un mecenate, Andrew Briswalter, morto nel 1885. Quando le condizioni portarono alla fondazione di un nuovo cimitero ancora più grande sull'altro lato del fiume nel 1896 - a East Los Angeles - la proprietà del cimitero storico fu destinata ad altri usi. A quel tempo, molti italiani iniziarono a trasferirsi nella parte nord di Los Angeles, dove fondarono una nuova chiesa a nord di Spring Street. Così tanti italiani si trasferirono, che la parte alta della città divenne nota come "Little Italy". Man mano che cresceva, si cercava un nuovo edificio ecclesiastico, così i parrocchiani acquistarono la cappella dell'Old Calvary Cemetery. Il primo bambino fu battezzato lì nel settembre 1904. La cappella fu formalmente istituita come chiesa quando P. A. Bucci battezzò la cappella del vecchio cimitero Chiesa di San Pietro il 4 luglio 1915.
La storica cappella dell'Old Calvary sopravvive oggi nella parrocchia e negli edifici della chiesa cattolica italiana di San Pietro. Lo storico vecchio cimitero fu costruito e gran parte di esso è ora occupato dalla Cathedral High School.

### Cimitero attuale
L'attuale sito dall'altra parte del fiume e in salita, che misura 137 acri, fu istituito nel 1896. All Souls Chapel fu costruita sul terreno nel 1902 e fu inaugurata il giorno di ognissanti dello stesso anno. Il vescovo George Thomas Montgomery offrì una solenne messa pontificale su un altare temporaneo nel sito, e successivamente presiedette la posa della pietra angolare. È stato progettato come una replica della chiesa parrocchiale di St. Giles nella città rurale di Stoke Poges, nel Buckinghamshire, in Inghilterra. Si ritiene che quella chiesa sia stata l'ambientazione del famoso poema del 18º secolo Elegia scritta in un cimitero campestre. La cappella divenne uno dei luoghi di culto più visitati nel sud della California dopo la sua apertura. La All Souls Chapel è ora utilizzata principalmente per i servizi funebri.
Il Main Mausoleum, con una nuova cappella, fu costruito nel 1936. È stato progettato dall'architetto Ross Montgomery. Da allora sono stati costruiti altri due mausolei, il Giardino di Nostra Signora e il Getsemani. Il cimitero ha il suo cappellano e la messa quotidiana viene offerta nella cappella del Main Mausoleum.